# Kuntoman
Kuntoman er Michael Hardingers og Jørgen Thorups første album, som udkom på LP i 1988 og på CD i 1993. Titlen er en sammenskrivning af ordene "kun to mand".

## Spor
| #   | Titel                | Længde |
| --- | -------------------- | ------ |
| 1.  | "Drenge og piger"    | 4:30   |
| 2.  | "Uh, baby"           | 4:20   |
| 3.  | "18 gange 1000 Watt" | 4:20   |
| 4.  | "Hvergang"           | 4:00   |
| 5.  | "Jorden er flad"     | 3:40   |
| 6.  | "En sang til dig"    | 3:25   |
| 7.  | "Charterchock"       | 3:50   |
| 8.  | "Farlig leg"         | 3:10   |
| 9.  | "Vi venter på dig"   | 4:35   |
| 10. | "Give me your love"  | 5:10   |